# بلاگووشچنسکویه (شهرستان ولسکی، استان آرخانگلسک)
بلاگووشچنسکویه (به لاتین: Blagoveshchenskoye) یک منطقهٔ مسکونی در روسیه است که در استان آرخانگلسک واقع شده‌است.